# Néron (Rubinstein)
Néron és una gran òpera en quatre actes amb música d'Anton Rubinstein, basada en un llibret en francès de Jules Barbier que està basat lliurement en la vida de l'emperador romà Neró.

## Context
La partitura va ser encarregada a Rubinstein pel director de l'Òpera Nacional de París, Émile Perrin, entre 1862 i 1871. El llibret original va ser escrit en francès per Jules Barbier. El compositor va treballar en la composició els anys 1875 i 1876, quan la nova direcció de l'Òpera ja havia abandonat el projecte. La primera representació va tenir lloc, en traducció a l'alemany, a l'Òpera Estatal d'Hamburg (Stadttheater am Dammtor), l'u d'octubre de 1879, sent dirigida pel compositor. El paper de Neró va ser confiat al tenor Hermann Winkelmann, que més tard va guanyar una immensa fama en el paper principal de l'òpera Parsifal de Richard Wagner. A Rússia l'òpera es va estrenar en italià al Teatre Mariïnski de Sant Petersburg, el 29 de gener (en calendari julià, 10 de febrer en calendari gregorià) de 1884. Les escenes de ball del segon acte van ser coreografiades per Màrius Petipà i van tenir un gran èxit. La primera representació en la llengua original, francès, va tenir lloc gairebé 10 anys després de la de Sant Petersburg, el 14 de febrer de 1894 a Rouen, França.
Al Gran Teatre del Liceu de Barcelona es va estrenar el 27 de gener de 1898, en versió italiana, amb el títol de Nerone i sota la direcció de Rodolfo Ferrari. La traducció a l'italià fou obra d'Achille de Lauzières. Els intèrprets principals van ser Andreua Avel·lina Carrera (Chrysis), Francesc Puiggener (Vindex), Erina Borlineto (Epicharis) i Ettore Marchi (Néron), amb escenografia de Francesc Soler Rovirosa.
Entre els artistes que han interpretat el paper de Neró s'hi inclou l'afamat tenor italià Enrico Caruso.
La trama de l'obra tracta de la rebel·lió contra Neró del gal Gaius Iulius Vindex, fill d'un senador romà tot i ser descendent d'una família reial de la Gàl·lia Aquitània. El rol de Chrysis és un dels pocs personatges ficticis de la trama, amb un nom que correspon en realitat a la mitologia grega (Criseida).
L'obra pateix d'un nombre excessiu de personatges, molts dels quals només hi tenen parts de recitatiu, que va fer que a l'estrena de Sant Petersburg s'arribés a necessitar fins a quatre-centes persones per a la representació.

## Personatges[6]
| Personatge | Tipus de veu           | Intèrpret de l'estrena (dir.: Anton Rubinstein) |
| --- | ---------------------- | ----------------------------------------------- |
| Néron, emperador de Roma | tenor                  | Hermann Winkelmann                              |
| Epicharis, cortesana | contralt               | Borrée                                          |
| Chrysis, la seva filla | soprano                | Rosa Sucher                                     |
| Vindex, descendent dels reis d'Aquitània | baríton                | Franz Krükl                                     |
| Poppée, esposa d'Othon, amant de Néron | soprano                | Maria Procházková                               |
| Tigellin, prefecte del Pretori | baríton                |                                                 |
| Balbillus d'Éphèse, endeví | baix                   | Josef Wolff                                     |
| Agrippine, viuda de l'emperador Claude, mare de Méron | contralt               |                                                 |
| Saccus, poeta | tenor                  | Leopold Landau                                  |
| Lupus, jovenet romà | soprano (rol travesti) |                                                 |
| Séver, gran sacerdot del temple d'Evander | baix                   |                                                 |
| Terpnos, intèrpret de cítara | tenor                  |                                                 |
| Pison, conspirador | baix                   |                                                 |
| Rufus, conspirador | baríton                |                                                 |
| Sporus, conspirador | tenor                  |                                                 |
| Messala, conspirador | tenor                  |                                                 |
| Thraséas | sense text             |                                                 |
| Othon, espòs de Poppée i futur emperador de Roma | sense text             |                                                 |
| Galba, futur emperador de Roma | sense text             |                                                 |
| Cassius | sense text             |                                                 |
| Délie, esclava de Poppée | sense text             |                                                 |
| Senadors, patricis, augustins (companys de diversió de Néron), guàrdies, soldats, sacerdots, lluitadors, gals, germànics, grecs, cristians, ballarins, músics, gent del poble, esclaus, vestals, cortesanes... |                        |                                                 |

## Argument
L'acció té lloc a Roma, cap a l'any 60.

### Acte I
Casa d'Epicharis.
Epicharis dona la benvinguda als seus convidats, ja reunits a l'atri de la seva casa: Othon, Saccus, Terpnos, Vindex, Rufus, Piso, Messala i altres, alguns d'ells formant un grup de conspiradors. Epicharis retreu els sediciosos discursos d'alguns contra l'emperador Néro. Convida després tothom a beure i surten d'escena, excepte Vindex, que reflexiona sobre el declivi de la glòria de Roma. Arriba Chrysis, demanant-li protecció davant uns perseguidors. Chrysis explica a Vindex com va ser criada al temple d'Evander sense arribar a conèixer la seva mare. Apareixen els perseguidors emmascarats de Chrysis, i Vindex la condueix a una galeria lateral. Entre els perseguidors hi ha l'emperador Néro, amb els seus amics Tigellin i Balbillus, que van veure entrar la jove a la casa d'Epicharis. La propietària demana als intrusos que es treguin les màscares, però Néro ordena als seus homes que escorcollin la casa i en descobreixen Vindex i la jove. Quan Chrysis és portada a presència de Néro, la jove reconeix la seva mare, Epicharis, i cau als seus braços. Té lloc a continuació una falsa cerimònia de casament entre Néro i Chrysis, però Epicharis posa una pastilla per dormir al vi de la seva filla, amb l'esperança de salvar-la de la desgràcia. Els ballarins envolten Néro i Chrysis, recitant una orgia i una bacanal. Vindex celebra l'esdeveniment amb un cançó. Chrysis desapareix i Epicharis afirma haver-la matat. L'enuig de Néro s'estén a Vindex, que és arrestat.

### Acte II
Primera escena. Habitacions de Poppée al palau imperial.
Balbillus informa a Poppée del que va passar a casa d'Epicharis i després marxa quan entra l'emperador. Els sentiments de Poppée envers la dona de Néro, Octavie, s'apaivaguen quan s'assabenta que Octavie ha estat assassinada, acusada d'adulteri. Néro declara Poppée la nova emperadriu i li porta un regal d'Agrippine: una capsa de joies, entre les quals hi ha una polsera amb el retrat de Chrysis. Mentre les minyones porten les joies, Néro canta una cançó. Vindex, que ha estat condemnat per les seves accions, és portat davant l'emperador, però Poppée sol·licita conèixer el seu delicte: haver cantat a la falsa cerimònia de casament de Chrysis i Néro, és la seva resposta. En aquest moment arriba Epicharis, suplicant el retorn de la seva filla, segrestada per Néro, segons ella sospita. Amb aquesta revelació, tothom entén que la mort de Chrysis va ser només una falsificació. Neró s’indigna, però Vindex i Epicharis salven la vida gràcies a la intercessió de Poppée.
Segona escena. Plaça pública de Roma.
A la plaça es reuneixen diversos grups de gent: gals, germànics, grecs i cristians. Un cristià fa un gest amenaçador cap al temple i cap la població romana, demanant venjança. Epicharis i Vindex, ja alliberats, apareixen entre la multitud cantant lloances a la glòria de Cèsar. Precedit per una processó pomposa, apareix finalment Néro en un carro, seguit d'Agrippine, en honor de la qual l'emperador promet uns jocs grandiosos. Mentrestant, Poppée, conduïda per Balbillus, s’esmuny a la casa veïna d'Epicharis i informa a ella i a Vindex que Chrysis està captiva en mans d'Agrippine. A les escales del temple, Néro es proclama déu i la multitud el saluda.

### Acte III
Primera escena. Casa d'Epicharis.
Chrysis es troba sola a una petita sala de la casa i canta els seus sofriments i el seu amor per Vindex. Arriba el jove i la calma; la noia declara que el seu déu cristià li donarà força. Als dos se’ls uneix Epicharis, que els informa que Agrippine és morta, però que el toc de queda als carrers impedeix la seva fugida de Roma. Vindex marxa i Chrysis s’adorm als peus de la seva mare. Les dues dones es mostren sorpreses per l'aparició sobtada de Néro, que promet exiliar Poppée si Chrysa el segueix. Els vanos intents de l'emperador per seduir-la acaben convertint-se en ira, però de sobte Poppée irromp en la sala, convençuda de la infidelitat de Néro. L'emperador crida la seva guàrdia, però Vindex apareix amb una espasa i Chrysis i Epicharis aconsegueixen escapar. Néro, amb un punyal a la mà, està a punt de castigar Poppée quan Saccus surt a escena per anunciar que Roma està en flames. Va ser el mateix Néro qui va donar l'ordre de cremar la ciutat i planeja culpar de l'incendi als cristians.
Segona escena. Una plaça a Roma.
Un grups de persones atemorides corren fugint del foc i maleeixin els cristians. Mentre la gent es dispersa, entren Epicharis, Vindex i Chrysis. Néro apareix a la part superior de la torre de la Milícia amb Poppée, Saccus, Tigellin i Balbillus. L'emperador admira l'escena de la devastació i, demanant la seva lira, comença a cantar. El foc es fa més intens i, seguint les ordres de l'emperador, la població renova la seva petició de venjança contra els cristians. Chrysis parla amb la gent en defensa de la seva fe, però la gent no escolta les seves paraules. Néro, que ha vist els esdeveniments que es desenvolupaven, baixa a la plaça amb el seu seguici. Intenta en va protegir Chrysis de la multitud, però la jove és apunyalada i mor als braços de la seva mare. Vindex, amb l'espasa a la mà, es precipita a la plaça, que s’enfonsa lentament per les flames. Tots marxen ràpidament, tret d'Epicharis que queda amb el cadàver de la seva filla decidida a morir pel foc.

## Acte IV
Escena primera. Una plaça a Roma.
Néro ha desaparegut i Tigellin i Balbillus, en percebre el perill, es preparen per fugir de Roma, amb les butxaques plenes d'or i pedres precioses. Lupus entra a anunciar l'assassinat de Poppée enmig de la bogeria i de la fugida de l'emperador. Un exèrcit dirigit per Vindex marxa sobre la ciutat.
Segona escena. El mausoleu d'August.
Es declara una violenta tempesta i s’obren les portes per deixar entrar a Néro fugitiu. Se li apareixen els fantasmes de Claude, Britannicus, Sénèque, Octavie, Agrippine, Poppée, Chrysis i altres víctimes de la seva tirania.
Tercera escena. Camí cap a Roma.
Vindex i les seves legions juren venjança contra Néro i marxen cap a la ciutat. Després d'haver marxat, Néro i Saccus surten d'entre alguns arbustos, però són vistos per un centurió. Incapaç de suïcidar-se, Néro ordena a Saccus que el mati. Vindex torna per trobar l'emperador mort. Apareix un cel en forma de creu.